# Акбом
Акбом (рос. Акбом, також Білий Бом) — село Онгудайського району, Республіка Алтай Росії. Входить до складу Інінського сільського поселення.
Населення — 20 осіб (2015 рік).

## Географія
Село розташоване за 38 кілометрів від адміністративного центру сільського поселення — Іні.